# Vanessa Blue
Pour les articles homonymes, voir Blue.
Vanessa Blue, née le 27 mai 1974 à Long Beach, est une actrice pornographique et réalisatrice américaine.

## Biographie
Elle grandit à Beaumont dans le Texas puis retourne en Californie. Elle devient danseuse dans un bar dans le comté d'Orange. Elle y rencontre Persephone, une top modèle qui fait du bondage. Elles deviennent amies. Vanessa fait ses premières photos de bondage en 1996.
Vanessa est une actrice afro-américaine. Elle commence sa carrière dans le X en 1996 avec le film "Black Video Virgins #02" et se retrouve vite sur le devant de la scène. Elle est une des actrices porno noires les plus connues. Signe distinctif : elle a le symbole astrologique des Gémeaux tatoué sur son épaule gauche.
Vanessa coprésente avec son ex-petit-ami Lexington Steele une émission sur le site web Playboy.com qui s'intitule Lex in the City. Elle réalise également des films X sous le pseudonyme de "Domina X".
Par ailleurs, elle est apparue dans les médias grand public, notamment dans des films non pornographiques et des magazines comme Rolling Stone où elle interviewe le rappeur 50 Cent.
Elle a fait une apparition dans la vidéo Wouldn't Get Far du rappeur The Game.
En 2013, elle est admise dans l'AVN Hall of Fame.

## Filmographie sélective
- All pink on the inside (Vivid, 2005)
- Double decker sandwich 6 (Zero Tolerance Entertainment, 2005)
- Big black wet asses (Elegant Angel, 2004)
- Butterballs (Vivid, 2004)
- Slipping into darkness (Hustler, 2004)
- Black reign (Mercenary Pictures, 2003)
- Busty beauties 9 (Hustler, 2003)
- Double air bags 5 (Channel 69, 2001)
- Ebony Cheerleader Orgy (Vivid, 2000)
- Filth parade (Armageddon, 2000)
- 33 girl jam (Vivid, 1998)
- Miss judge (Vivid, 1997)
- Black Video Virgins #02 (New Sensations, 1996)

## Récompenses et nominations
récompenses
C'est la toute première femme afro-américaine à recevoir un AVN Award en qualité de réalisatrice. En effet, elle se voit décerner en janvier 2005 un AVN award de Best Ethnic Series (meilleure série ethnique), pour ses trois premiers films.
- 2009 : Urban X Awards Hall of Fame Female[2]

nominations
- 2010 : XFanz Awards nomination "Ebony Performer of the Year"[3]